# Richard Wurmbrand
Richard Wurmbrand, född 24 mars 1909 Bukarest, Kungariket Rumänien, död 17 februari 2001 i Glendale, Kalifornien, var rumänsk evangelisk kristen präst, författare och lärare.
Wurmbrand satt sammanlagt fjorton år i fängelse i Rumänien. Han grundade Voice of the Martyrs (Martyrernas röst).

## Biografi

### Uppväxt
Richard Wurmbrand föddes i Bukarest, Rumänien som den yngste av fyra söner i en judisk familj. Han bodde med sin familj i Istanbul för en kortare tid. Fadern dog när han var nio och Wurmbrands återvände till Rumänien när han var 15.
I tonåren drogs han till kommunismen och efter att ha bevistat en serie olagliga möten hållna av rumänska kommunistpartiet (PCdR) blev han sänd till Moskva för att studera marxism, men återvände i hemlighet följande år. Förföljd av Siguranta Statului (hemliga polisen) blev han sedermera arresterad och hölls i förvar i Doftanafängelset. Efter detta tog Wurmbrand avstånd från sina politiska ideal. 
Han gifte sig med Sabina Oster den 26 oktober 1936. Wurmbrand och hustrun konverterade till kristendomen år 1938 efter vittnesbörd av Christian Wolfkes, en rumänsk kristen snickare. De gick med i anglikanska Mission to the Jews. Wurmbrand blev prästvigd två gånger – först till anglikansk präst och efter andra världskriget till luthersk präst.
År 1944 när Sovjetunionen ockuperade Rumänien, startade Wurmbrand sin kristna verksamhet bland landsmän och soldater ur Röda armén. När regeringen försökte ta kontroll över kyrkorna startade han omedelbart en underjordisk kyrka. Han arresterades den 29 februari 1948 på väg till en gudstjänst.

### Fängelser
Wurmbrand var fånge på straffanstalterna Craiova, Gherla, Danube-Svartahavskanalen, Vacaresti, Malmaison, Cluj och slutligen Jilava. Han levde tre år i total isolering. Hustrun Sabina arresterades 1950 och sattes i arbetsläger i tre år i Svartahavskanalen.
Wurmbrand släpptes 1956, efter åtta och ett halvt år i fångenskap. Han förbjöds att predika men återvände trots detta till sin underjordiska kyrka. Han greps på nytt 1959 och dömdes till 25 års fängelse. Under fängelsetiden blev han slagen och torterad.
Slutligen fick han amnesti år 1964. Medvetna om risken för ytterligare frihetsberövande förhandlade Norska Judiska Missionen och Hebrew Christian Alliance (HCAA) med kommunistregimen om att släppa honom ut ur Rumänien mot ett belopp om 10 000 dollar. Han övertalades av kyrkoledare inom den underjordiska kyrkan att lämna landet för att utomlands verka som röst åt den förföljda kyrkan.

### Exil och mission
Wurmbrand reste till Norge, England och sedan till USA. I maj 1965 avlade han vittnesmål i Washington DC inför USA:s senat (United States Senate Subcommittee on Internal Security, Amerikanska senatens interna säkerhetsavdelning). Han blev känd som "Den underjordiska kyrkans röst" och spred kunskap om förföljelsen av de kristna i de forna kommunistländerna.
I april 1967 grundade Wurmbrands Jesus till den kommunistiska världen ('Jesus to the Communist World', senare benämnd "The Voice of the Martyrs"), en samkyrklig organisation som inledningsvis arbetade med och för de förföljda kristna i kommunistländerna. Senare utvidgades aktiviteterna till att hjälpa förföljda troende på andra platser, särskilt i den muslimska världen. 
I sina kontakter med Colin Winter, den anglikanske biskopen i Namibia, kritiserade Wurmbrand den senares aktivism mot apartheid. Wurmbrand själv prioriterade motståndet mot kommunismen och meningsskiljaktigheterna framställdes i medierna som en konflikt.
Richard och Sabina Wurmbrand återvände 1990 till Rumänien för första gången på 25 år. The Voice of the Martyrs öppnade då ett tryckeri och en bokhandel i Bukarest.
Wurmbrands fick en son, Mihai. Wurmbrand skrev 18 böcker på engelska och några andra på rumänska. Han mest kända bok heter Tortured for Christ och utkom 1967. Sabina Wurmbrand avled den 11 augusti år 2000.
Pastor Wurmbrand avled i Glendale Kalifornien. År 2006 hamnade han på femte plats av de främsta rumänerna genom tiderna, enligt omröstningen Mari Români.